# Барский, Кирилл Михайлович
Кири́лл Миха́йлович Ба́рский (род. 22 ноября 1964) — советский и российский дипломат. Чрезвычайный и полномочный посол (2022). Заместитель председателя Общества российско-китайской дружбы.

## Биография
Окончил МГИМО МИД СССР (1989). Кандидат исторических наук. Владеет английским и китайским языками. На дипломатической работе с 1989 года.
- В 1989—1995 годах — сотрудник Посольства СССР, затем (с 1991) России в Китае.
- В 2001—2004 годах — начальник отдела Первого департамента Азии МИД России.
- В 2004—2008 годах — советник-посланник Посольства России в Индонезии.
- В 2008—2011 годах — заместитель директора Департамента азиатского и тихоокеанского сотрудничества МИД России.
- С 14 сентября 2011 по 17 сентября 2014 года — специальный представитель президента России по делам Шанхайской организации сотрудничества, национальный координатор России в ШОС, посол по особым поручениям[1][2].
- С 25 августа 2014 по 2 ноября 2018 года — чрезвычайный и полномочный посол России в Таиланде и постоянный представитель при ЭСКАТО в Бангкоке по совместительству[3] [4].
- С 2018 года — посол по особым поручениям МИД России.
- С 2020 года — профессор кафедры дипломатии МГИМО.
- С 2022 года — заведующий кафедрой дипломатии МГИМО.

## Дипломатический ранг
- Чрезвычайный и полномочный посланник 2 класса (11 февраля 2008)[5].
- Чрезвычайный и полномочный посланник 1 класса (10 февраля 2016)[6].
- Чрезвычайный и полномочный посол (10 июня 2022)[7].

## Награды
- Почётная грамота президента Российской Федерации (16 декабря 2015 года) — за большой вклад в реализацию внешнеполитического курса Российской Федерации и многолетнюю добросовестную работу[8]
- Благодарность Правительства Российской Федерации (26 декабря 2015 года) — За трудовые успехи и большой личный вклад в развитие международного сотрудничества[9].
- Юбилейная медаль «В память 100-летия восстановления Патриаршества в Русской Православной Церкви» (1 декабря 2017 года)[10].
- Орден Святого Равноапостольного Князя Владимира 4-й степени (Российский Императорский Дом, 22 июля 2018 года)[11]
- Кавалер Большого креста ордена Белого слона (Таиланд, 2018)[12]

## Семья
Женат, имеет сына и дочь.